# Bamboleo
Pour la chanson des Gipsy Kings, voir Bamboléo.
Bamboleo est un groupe cubain de timba formé en 1995 par le pianiste, compositeur et arrangeur Lázaro Valdés (« Lazarito Waldés »).
Le leader et pianiste Lázaro Valdés Moises Rodríguez est né le 6 février 1965. Il est issu d'une famille de musiciens. Il est le fils de Lázaro Valdés, directeur de Son Jazz, neveu d'Oscar Valdés, directeur du groupe de jazz moderne Diakara, petit-fils d'Oscar Valdes, autre percussionniste cubain célèbre, et neveu de Vicentico Valdés, un éminent soliste cubain.
Ce dernier est né à La Havane et a étudié la musique à l'Académie Alejandro Garcia Caturla, Il a joué avec différents musiciens tels que Pachito Alonso, Bobby Carcasses y Héctor Téllez. 
En 1995 il décide de former son propre groupe, Bamboleo, avec l'élite des musiciens cubains (dont la plupart sont issus de l'École Nationale de Arts de La Havane) et les chanteuses Haila Mompié et Vannia Borges.
Avec ce groupe, il visite le Chili, le Venezuela, l'Italie, l'Espagne, la Suisse et la France. En février 1995, il décide de fonder Bamboleo., dans le but d'entrer dans divers genres tels que la salsa, la musique folklorique afro-cubaine, le jazz latin, les boléros et les ballades. La même année, le groupe a reçu la nomination pour « Revelation Orchestra » dans le programme annuel « My Salsa » ainsi qu'une grande acceptation dans les meilleurs clubs et festivals de musique de l'île. Bamboleo, le groupe qui a réuni tous les désirs et idées musicales de Lazarito, a rapidement gagné en popularité tant au niveau national qu'international, mis en évidence par son vaste programme de tournées aux États-Unis, au Japon, en Chine, au Panama et dans toute l'Europe. Leur troisième disque, "Ya no hace falta" est devenu l'un des albums de musique cubaine les plus populaires de tous les temps.
En 1996 le programme télévisé Mi Salsa le consacre Groupe Révélation de l'année. 
Ils effectueront une grande tournée européenne et américaine, dont un concert au Lincoln Center à New York.
En 1997, Vannia Borges (qui a chanté pendant 4 ans depuis 1992 dans le quartet D'capo d'Alina Torres, puis en 1996 pendant un an avec Pachito Alonso y su kini kini) rejoint Bamboleo; Haila l'avait découverte avant d'intégrer Bamboleo.
Fin 1997, à la suite de l'enregistrement du second album Yo no me parezco a nadie, Leonel Limonta, Haila Mompié et d'autres musiciens quittent Bamboleo pour former le groupe Azúcar Negra.
Après plusieurs auditions, une remplaçante à Haila fut trouvée : Yordamis Megret, elle aussi diplômée de l'École Nationale de Arts de La Havane et qui avait précédemment chanté avec Ricacha et NG La Banda de José Luis Cortés.
Bamboleo a collaboré sur l’album « Ear-Resistible » de The Temptations, vainqueur d’un Grammy. Bamboleo a eu des interventions télévisées dans « Road Rules (en) » sur MTV et « Primer Impacto (en) » Univision, et a partagé la scène avec des artistes tels que James Brown, Femi Kuti et George Benson.

## Membres du groupe
Au cours de son histoire, divers chanteurs/chanteuses et musiciens sont intervenus dans le groupe :
- Piano, Claviers, Directeur musical : Lázaro Valdés, Jr.
- Chanteuses : Haila Mompié, Vannia Borges Hernández, Yordamis Megret Planes, María Gutiérrez, Virginia
- Chanteurs : Alejandro Borrero Ramírez, Alain Daniel Pico Roque, Jorge David « El Gafas » Rodríguez, Rafael Labarrera, Armando Cantero, Osvaldo Chacón, Alexander Díaz
- Basse : Osmany Díaz, Rafael Paceiro Monzón, Randolph Chacón, Frank Rubio, Rafael Vargas, Alexander Abreu, Eduardo Céspedes
- Batterie : Eddy Montalvan Barban « Tato », Ludwig Nuñez Pastoriza, Gilberto Moreaux (pailas)
- Congas : Duñesky Barreto Pozo, Andrés Gonzalo Gavilán, Luis Abreu
- Timbales : Herlan Sarior, José Espinosa
- Saxophones : Carlos Valdés Machado, Abel Fernández Arana, Wilfredo Cardosa, Manuel Pelayo, Juan R. Larringaga
- Trompettes : Anselmo Camero Torres, Juan Carlos Borrego, Frank Cintra Cruz, Junior Romero,  Omar Peralta, Pavel Díaz García, Michel Padrón Padrón